# Fred Leeflang
Fred Leeflang (* 4. März 1945 in Haarlem; † 19. Juli 2018 ebenda) war ein niederländischer Jazzmusiker (Tenorsaxophon, auch Alt- und Sopransaxophon, Klarinette, Flöte).

## Wirken
Leeflang spielte im Popbereich mit Les Atlantiques. Mit der Gruppe Friends of Jazz gewann er 1972 den Jazzwettbewerb von Loosdrecht. In den nächsten Jahren nahm er drei LPs unter eigenem Namen auf, die dem Avantgarde Jazz zugerechnet werden können; zu seinem Quartett gehörten Arnold Dooyeweerd und John Engels. Daneben arbeitete er bei Boy Edgar und bei Burton Greene (Lady Bug Dance, 1980). 1981 gab er die eigene Gruppe auf, weil er nun als Solist zum Vara Dansorkest gehörte. Weiterhin arbeitete er im Waterland Ensemble von Loek Dikker, mit dem er in den 1980er Jahren auch in Nordamerika auf Tournee war. Han Bennink und Misha Mengelberg holten ihn in ihren Instant Composers Pool. Ab 1993 war er Mitglied des Quintetts von Pierre Courbois, mit dem er auch in Deutschland unterwegs war und auf mehreren Alben dokumentiert ist.
Im eigenen Quintett (mit Sängerin Fay Claassen, Gitarrist Vincent Koning, Pianist Erik Doelman und Schlagzeuger Martin van Duynhoven) spielte er ab 2008. Im Duo mit dem Pianisten Peter Schön, mit dem er schon in den 1970er Jahren zusammenarbeitete, nahm er 2014 das Album Droppings auf, das zum modernen Mainstream Jazz gerechnet wird. Er ist auch auf Alben von Flavium, Falco, Lee Towers, Circus Custers, Kayak und Soesja Citroen zu hören. 
Zuletzt litt Leeflang, der auch am Koninklijk Conservatorium Den Haag lehrte, an einer neurologischen Störung und war teilweise gelähmt.